# 裸鼠屬
裸鼠屬（学名：Gymnuromys），哺乳綱、囓齒目、馬島鼠科的一屬，而與裸鼠屬（裸鼠）同科的動物尚有馬島倉鼠屬（馬島倉鼠）、大足鼠屬（碩大足鼠）、黑髯鼠屬（黑髯鼠）、短尾鼠屬（短尾鼠）等之數種哺乳動物。

## 下属物种
本属包括以下物种：
- 裸鼠 Gymnuromys roberti Forsyth Major, 1896